# 安康縣
安康县，中国旧县名，在今陕西省安康市境。
据《兴安府志》载：西晋太康元年（280年）为安置巴山一带流民，取“万年丰乐、安宁康泰”之意，将安阳县更名为安康县。南北朝时，更迭频繁。唐朝武德元年（618年），以安康县置西安州，并设置宁郁县、广德县。贞观元年（627年），废直州，广德县并入安康县，改属金州。至德二年（757年），改名为汉阴县。
清朝乾隆四十七年（1782年），兴安州升为兴安府，设置安康县，并为府治。汉阴县并入，乾隆五十五年（1790年），再置汉阴厅。终清一代，安康县考评：繁，疲，难。
辛亥革命后，废府，属汉中道。汉中道废后，直属陕西省，后属行政督察区。1949年时，属第五行政督察区。1949年5月，第19军从湖北郧县出发，开始西进作战。为配合部队行动，中共中央中原局和华中局决定，在郧县成立安康地、县（市）党政军领导机关。中共安康地委、安康分区专员公署、安康军分区陆续成立。同时建立安康县和安康市的党政领导机关。7月24日，第19军和安康军分区独立七团在安康县城东南牛蹄岭发起战斗。经过牛蹄岭战斗的反复争夺，7月24日晚，解放军攻占安康新城和老城西关。后因战争局势，第19军奉命撤离安康县。9月，县自卫团长鲁秦侠就任县长，是为中华民国安康县政府最后一任县长。11月24日，驻守安康的国军第98军逃离。27日，鲁秦侠率部起义，安康县和平“解放”。自卫团官兵后编入第19军55师165团。28日，陕南军区司令员、十九军军长刘金轩，中共陕南区党委第二书记、第19军政委汪锋率部进入安康县城。中共安康地委、专员公署和军分区亦同时进入。时设安康县人民政府，并且以县城区域设立安康市，直属于陕南行政区安康分区。
1950年，安康分区改为安康专区，安康县、安康市仍隶之。1954年，撤销安康市，改为城关区，仍属安康县。当时，安康全县分为16个区，区公所为乡政府派出机关，下辖218个乡。1956年3月，合并为12个区、120个乡。1957年，洵阳县水泉乡烂泥湖地段划入本县茨沟区东镇乡。1958年4月，张滩区文武乡改为直属乡，归县政府直接领导。12月，撤销岚皋县，并入安康县。人民公社时期，区公所改大公社，乡政府改为管理区，共计20个公社、114个管理区。1961年，恢复岚皋县。原大公社恢复为区公所，管理区改为人民公社。1963年3月，岚皋县新坝公社、晓道河公社何家生产队划入安康县流水区。1967年，镇安县太平公社和紫荆公社划入安康县大河区。1983年10月，公社改为乡镇。同年，本县月池乡划入岚皋县。恒口、五里、大河、流水四个乡改为乡级镇。1988年9月，经中国国务院批准，安康县撤县建市，改为安康市。2000年，安康地区撤地建市。安康市改为汉滨区。